# Gereb Awso
Gereb Awso est un réservoir qui se trouve dans le woreda d’Inderta au Tigré en Éthiopie. Le barrage a été construit en 1998 par SAERT.

## Caractéristiques du barrage
- Hauteur : 10,5 mètres
- Longueur de la crête : 196 mètres
- Largeur du déversoir : 3 mètres

## Capacité
- Capacité d’origine : 118 944 m3
- Tranche non-vidangeable : 3 944 m3
- Superficie : 2,12 ha

## Irrigation
- Périmètre irrigué planifié : 9 ha
- Aire irriguée réellement en 2002 : 5 ha

## Environnement
Le bassin versant du réservoir a une superficie de 1,21 km2, et une longueur de 1 780 mètres. Le réservoir subit une sédimentation rapide,. La lithologie du bassin est composée de Schiste d’Agula. Une partie des eaux du réservoir est perdue par percolation ; un effet secondaire et positif est que ces eaux contribuent à la recharge des aquifères.